# Кірта
Кірта — хуритський цар. Вважається[ким?], що він заснував династію Мітанні. Відсутні будь-які письмові джерела про нього. Ймовірно, жив близько 1500 до н. е.
| Попередник | Цар Мітанні        | Наступник  |
| ---------- | ------------------ | ---------- |
| ?          | 1500—1490 до н. е. | Шуттарна I |

## Сучасники Кірти (1500—1490рр. до н.е.) царя Мітанні
| Єгипет                      | Ассирія                    | Хетти                    |
| --------------------------- | -------------------------- | ------------------------ |
| Тутмос I (1508—1504(1494))  | Пузур-Ашур III (1521—1497) | Телепінус (1525—1500)    |
| Тутмос II (1504(1494)—1490) | Елліль-націр І (1497—1484) | Аллувамнас (бл. XV ст.)  |
|                             |                            | Хантілі II (бл. XV ст.)  |
|                             |                            | Тахурваілі (бл. XV ст.)  |
|                             |                            | Цитантас II (бл. XV ст.) |